# Danilo Bertoli
Danilo Bertoli (San Daniele del Friuli, 13 novembre 1947) è un politico italiano.

## Biografia
Laureato in scienze economiche e commerciali, è funzionario pubblico. Nel 1987 viene eletto deputato con la Democrazia Cristiana, confermando il proprio seggio - nella Circoscrizione Udine-Belluno-Gorizia-Pordenone - anche alle elezioni politiche del 1992. Conclude il mandato parlamentare nel 1994. Dal 1990 per la DC è anche consigliere comunale ad Aquileia, mentre dal 1999 al 2003 è consigliere comunale a Coseano per una lista civica.
Successivamente aderisce ai Popolari UDEUR, di cui a metà degli anni Duemila ricopre il ruolo di segretario regionale in Friuli; con tale partito è candidato alle elezioni europee del 2004 e alle elezioni provinciali a Udine del 2006, in entrambi i casi senza risultare eletto.

## Opere
- Democrazia, partiti, Unione Europea, Franco Angeli Editore, 1996